# Hooggerechtshof van Nepal
Het Hooggerechtshof van Nepal (Nepalees: सर्वोच्च अदालत) is in het rechtssysteem van Nepal het hoogste gerechtshof. Het heeft de uiteindelijke beroepsjurisdictie over de hoven van beroep en districtsrechtbanken. In het Hooggerechtshof van Nepal wordt recht gesproken door een opperrechter en twintig rechters.
De opperrechter is aangewezen door de president na aanbeveling van de Constitutionele Raad. Andere rechters worden aangewezen door de opperrechter na aanbeveling van de Judiciële Raad. Griffiers en andere medewerkers van het hooggerechtshof worden aangesteld door de regering van Nepal na aanbeveling van de Judiciële Dienstencommissie.